# Fritz Klingenberg
Fritz Klingenberg (Rövershagen, 17 dicembre 1912 – Herxheim, 23 marzo 1945) è stato un militare e docente tedesco, ufficiale delle Waffen-SS durante la seconda guerra mondiale.

## Biografia
Klingenberg nacque nel 1912 a Rövershagen nel Meclemburgo. Entrato nelle SS-VT (il primo nucleo della divisione "Das Reich") nel 1934, fu uno dei primi ufficiali delle SS diplomatosi nella SS-Junkerschule di Bad Tölz. Assegnato alla SS-Standarte "Germania", pochi mesi dopo aver assunto questo incarico entrò nello staff di Paul Hausser che era stato nominato Ispettore delle SS-VT.
Dopo aver partecipato alla campagna di Francia, durante la quale venne decorato con la Croce di Ferro di prima e seconda classe, raggiunse la notorietà per aver ottenuto la resa di Belgrado nel corso della campagna dei Balcani.
Il mattino del 12 aprile 1941, Klingenberg e gli 8 uomini della sua compagnia motociclisti raggiunsero la capitale jugoslava dopo aver attraversato il Danubio nei pressi di Pančevo con una barca a motore, impossibilitati a utilizzare il ponte, fatto saltare dal nemico. Dopo aver rimandato indietro 2 uomini con la barca allo scopo di cercare rinforzi, Klingenberg e i 6 uomini si trovarono di fronte un reparto di 20 soldati jugoslavi che, sorpresi, si arresero senza combattere e, poco dopo, a seguito di un breve scontro a fuoco, riuscì a impossessarsi di 2 camion militari e un autobus con i quali, aiutato da un civile di lingua croata catturato come spia e avviato all'esecuzione, che venne utilizzato come interprete, raggiunse la città.
Recatisi al Ministero della Guerra jugoslavo lo trovarono abbandonato e decisero di dirigersi all'ambasciata tedesca, dove vennero accolti dal legato militare tedesco, rimasto in città nonostante l'apertura del conflitto. Alle ore 17.00, venne issata la bandiera nazista a dimostrazione dell'avvenuta conquista della città. Due ore dopo il sindaco di Belgrado, recatosi all'ambasciata tedesca, "ufficializzò" la resa della capitale. Solamente il giorno successivo giunsero altre forze tedesche per assicurarsi il controllo totale della città. Per la sua azione Klingenberg venne decorato con la Croce di Cavaliere.
Klingenberg guidò la 2. Kompanie in seno al 2. SS-Aufklärung-Battaillon (2ª Compagnia, 2º Battaglione di ricognizione SS) fino al 1942 quando venne trasferito in qualità di istruttore alla SS-Junkerschule di Bad Tölz. Nel gennaio 1945, con il grado di Standartenführer equivalente a colonnello, assunse nuovamente, dopo averla guidata per un breve periodo nel gennaio 1944, il comando della 17. SS-Panzergrenadier-Division "Götz von Berlichingen". Mentre guidava i suoi uomini in battaglia, rimase ucciso nei pressi di Herxheim, il 22 marzo 1945.

### Sitografia
- Historynet.com.
- 17. SS-Panzergrenadier-Division "Götz von Berlichingen", su okh.it.